# Bréville-sur-Mer
Bréville-sur-Mer és un municipi francès situat al departament de la Manche i a la regió de Normandia. L'any 2007 tenia 809 habitants.

## Demografia

### Població
El 2007 la població de fet de Bréville-sur-Mer era de 809 persones. Hi havia 314 famílies de les quals 64 eren unipersonals (16 homes vivint sols i 48 dones vivint soles), 133 parelles sense fills, 109 parelles amb fills i 8 famílies monoparentals amb fills.
La població ha evolucionat segons el següent gràfic:
Habitants censats

### Habitatges
El 2007 hi havia 411 habitatges, 327 eren l'habitatge principal de la família, 55 eren segones residències i 28 estaven desocupats. 407 eren cases i 4 eren apartaments. Dels 327 habitatges principals, 278 estaven ocupats pels seus propietaris, 48 estaven llogats i ocupats pels llogaters i 1 estava cedit a títol gratuït; 6 tenien dues cambres, 30 en tenien tres, 57 en tenien quatre i 234 en tenien cinc o més. 204 habitatges disposaven pel capbaix d'una plaça de pàrquing. A 122 habitatges hi havia un automòbil i a 190 n'hi havia dos o més.

### Piràmide de població
La piràmide de població per edats i sexe el 2009 era:
| Homes | Edats   | Dones |
| ----- | ------- | ----- |
| 0     | 95 o +  | 0     |
| 0     | 90 a 94 | 4     |
| 4     | 85 a 89 | 0     |
| 0     | 80 a 84 | 4     |
| 8     | 75 a 79 | 12    |
| 12    | 70 a 74 | 8     |
| 12    | 65 a 69 | 12    |
| 36    | 60 a 64 | 24    |
| 24    | 55 a 59 | 20    |
| 20    | 50 a 54 | 28    |
| 12    | 45 a 49 | 16    |
| 28    | 40 a 44 | 28    |
| 20    | 35 a 39 | 24    |
| 32    | 30 a 34 | 20    |
| 8     | 25 a 29 | 12    |
| 12    | 20 a 24 | 12    |
| 13    | 15 a 19 | 4     |
| 40    | 10 a 14 | 8     |
| 16    | 5 a 9   | 24    |
| 20    | 0 a 4   | 16    |

## Economia
El 2007 la població en edat de treballar era de 522 persones, 356 eren actives i 166 eren inactives. De les 356 persones actives 331 estaven ocupades (176 homes i 155 dones) i 25 estaven aturades (10 homes i 15 dones). De les 166 persones inactives 88 estaven jubilades, 42 estaven estudiant i 36 estaven classificades com a «altres inactius».

### Ingressos
El 2009 a Bréville-sur-Mer hi havia 325 unitats fiscals que integraven 845 persones, la mediana anual d'ingressos fiscals per persona era de 21.997 €.

### Activitats econòmiques
Dels 52 establiments que hi havia el 2007, 2 eren d'empreses extractives, 1 d'una empresa de fabricació d'altres productes industrials, 15 d'empreses de construcció, 10 d'empreses de comerç i reparació d'automòbils, 2 d'empreses de transport, 10 d'empreses d'hostatgeria i restauració, 3 d'empreses financeres, 3 d'empreses de serveis i 6 d'entitats de l'administració pública.
Dels 20 establiments de servei als particulars que hi havia el 2009, 1 era un taller de reparació d'automòbils i de material agrícola, 1 autoescola, 2 paletes, 3 guixaires pintors, 4 fusteries, 3 lampisteries, 2 electricistes i 4 restaurants.
L'any 2000 a Bréville-sur-Mer hi havia 10 explotacions agrícoles que ocupaven un total de 186 hectàrees.

## Poblacions més properes
El següent diagrama mostra les poblacions més properes.